# NGC 3035
NGC 3035 est une galaxie spirale barrée située dans la constellation du Sextant. NGC 3035 a été découverte par l'astronome français Édouard Stephan en 1880.

## Caractéristiques
Sa vitesse par rapport au fond diffus cosmologique est de 4 703 ± 26 km/s, ce qui correspond à une distance de Hubble de 69,4 ± 4,9 Mpc (∼226 millions d'al).
La classe de luminosité de NGC 3035 est II-III et elle présente une large raie HI. C'est une galaxie active de type Seyfert 1.